# 钟池
钟池（1915年—1978年），男，福建长汀人，中华人民共和国军事人物，中国人民解放军少将，曾任成都军区政治部副主任。